# Elymnias merula
Elymnias merula är en fjärilsart som beskrevs av Swinhoe 1915. Elymnias merula ingår i släktet Elymnias och familjen praktfjärilar. Inga underarter finns listade i Catalogue of Life.